# HDD ZM Olimpija 2005/06
Sezona 2005/06 HDD ZM Olimpija, ki je osvojila tretje mesto v slovenski ligi in uvrstitev v polfinale v Mednarodni ligi.

## Postava
- Trener:  Andrej Brodnik

| Vratarji | Vratarji  | Vratarji       | Vratarji    | Vratarji | Vratarji                   | Vratarji             |
| -------- | --------- | -------------- | ----------- | -------- | -------------------------- | -------------------- |
| #        | Nar       | Igralec        | Boljša roka | Sez.     | Starost (rojstni dan)      | Kraj rojstva         |
|          | Slovenija | Andrej Hočevar | leva        | 3        | 20 let (21. november 1984) | Ljubljana, Slovenija |
|          | Slovenija | Klemen Mohorič | leva        | 7        | 30 let (25. maj 1975)      | Kranj, Slovenija     |
|          | Slovenija | Aleš Sila      | leva        | 3        | 18 let (17. junij 1987)    | Ljubljana, Slovenija |

| Branilci | Branilci  | Branilci        | Branilci    | Branilci | Branilci                   | Branilci             |
| -------- | --------- | --------------- | ----------- | -------- | -------------------------- | -------------------- |
| #        | Nar       | Igralec         | Boljša roka | Sez.     | Starost (rojstni dan)      | Kraj rojstva         |
|          | Slovenija | Igor Cvetek     | leva        | 3        | 18 let (12. november 1986) | Ljubljana, Slovenija |
|          | Slovenija | Boštjan Groznik | leva        | 4        | 23 let (8. julij 1982)     | Brezje, Slovenija    |
|          | Slovenija | Jan Loboda      | desna       | 1        | 19 let (14. februar 1986)  | Ljubljana, Slovenija |
|          | Slovenija | Mitja Robar     | leva        | 2        | 22 let (4. januar 1983)    | Maribor, Slovenija   |
|          | Slovenija | Žiga Svete      | leva        | 3        | 20 let (13. april 1985)    | Bled, Slovenija      |
|          | Slovenija | Andrej Tavželj  | leva        | 1        | 21 let (14. marec 1984)    | Jesenice, Slovenija  |
|          | Slovenija | Domen Vedlin    | leva        | 1        | 18 let (21. december 1986) | Ljubljana, Slovenija |
|          | Slovenija | Bojan Zajc      | desna       | 15       | 39 let (7. november 1965)  | Ljubljana, Slovenija |

| Napadalci | Napadalci | Napadalci       | Napadalci | Napadalci   | Napadalci | Napadalci                  | Napadalci            |
| --------- | --------- | --------------- | --------- | ----------- | --------- | -------------------------- | -------------------- |
| #         | Nar       | Igralec         | Položaj   | Boljša roka | Sez.      | Starost (rojstni dan)      | Kraj rojstva         |
|           | Slovenija | Matej Badiura   | RW        | leva        | 1         | 20 let (29. januar 1985)   | Ljubljana, Slovenija |
|           | Slovenija | Anže Emeršič    | C         |             | 2         | 22 let (27. marec 1983)    | Ljubljana, Slovenija |
|           | Slovenija | Marko Ferlež    | LW        | leva        | 1         | 20 let (4. julij 1985)     | Slovenija            |
|           | Slovenija | Matej Hočevar   | LW        | desna       | 3         | 23 let (30. april 1982)    | Ljubljana, Slovenija |
|           | Slovenija | Jure Kralj      | RW        | leva        | 3         | 21 let (5. julij 1984)     | Jesenice, Slovenija  |
|           | Slovenija | Egon Murič      | C         | leva        | 4         | 23 let (15. januar 1982)   | Bled, Slovenija      |
|           | Slovenija | Aleš Mušič      | C         | leva        | 6         | 23 let (28. junij 1982)    | Ljubljana, Slovenija |
|           | Slovenija | Žiga Pance      | LW        | leva        | 1         | 16 let (1. januar 1989)    | Ljubljana, Slovenija |
|           | Slovenija | Martin Pirnat   | RW        | leva        | 4         | 26 let (10. januar 1979)   | Ljubljana, Slovenija |
|           | Slovenija | Grega Por       | LW        | leva        | 2         | 27 let (3. november 1977)  | Jesenice, Slovenija  |
|           | Slovenija | Anže Ropret     | RW        | desna       | 1         | 15 let (23. november 1989) | Ljubljana, Slovenija |
|           | Slovenija | Gregor Slak     | LW        | desna       | 2         | 22 let (7. maj 1983)       | Ljubljana, Slovenija |
|           | Slovenija | Mitja Šivic (C) | RW        | leva        | 8         | 26 let (1. september 1979) | Brezje, Slovenija    |
|           | Slovenija | Nik Zupančič    | RW        | desna       | 12        | 36 let (3. november 1968)  | Ljubljana, Slovenija |
|           | Slovenija | Dejan Žemva     | C         | leva        | 1         | 22 let (8. oktober 1982)   | Bled, Slovenija      |

## Tekmovanja

### Slovenska liga
Uvrstitev: 3. mesto

#### Prvi del
| #         | Klub               | OT        | Z         | N         | P         | DG        | PG        | +/-       | T         |
| Skupina A | Skupina A          | Skupina A | Skupina A | Skupina A | Skupina A | Skupina A | Skupina A | Skupina A | Skupina A |
| --------- | ------------------ | --------- | --------- | --------- | --------- | --------- | --------- | --------- | --------- |
| 1         | HK Acroni Jesenice | 10        | 10        | 0         | 0         | 111       | 9         | +104      | 20        |
| 2         | HDD ZM Olimpija    | 10        | 10        | 0         | 0         | 78        | 12        | +66       | 20        |
| 3         | HK VTZ Slavija     | 10        | 10        | 0         | 0         | 69        | 12        | +57       | 20        |

#### Drugi del
| #         | Klub               | OT        | Z         | N         | P         | DG        | PG        | +/-       | T         |
| Skupina A | Skupina A          | Skupina A | Skupina A | Skupina A | Skupina A | Skupina A | Skupina A | Skupina A | Skupina A |
| --------- | ------------------ | --------- | --------- | --------- | --------- | --------- | --------- | --------- | --------- |
| 1         | HK Acroni Jesenice | 12        | 9         | 1         | 2         | 65        | 25        | +41       | 22 (3)    |
| 2         | HK VTZ Slavija     | 12        | 6         | 3         | 3         | 49        | 34        | +15       | 16 (1)    |
| 3         | HDD ZM Olimpija    | 12        | 6         | 1         | 5         | 43        | 29        | +14       | 15 (2)    |
| 4         | HK Alfa            | 12        | 0         | 1         | 11        | 13        | 83        | -70       | 2 (1)     |

#### Za tretje mesto
Igralo se je na tri zmage po sistemu 2-2-1, * - po podaljšku.
| 4. april 2006 | HDD ZM Olimpija | 4:3* | HK Alfa | Hala Tivoli, Ljubljana |

| Poročilo tekme | Poročilo tekme                          | Poročilo tekme    | Poročilo tekme           | Poročilo tekme                    |
| -------------- | --------------------------------------- | ----------------- | ------------------------ | --------------------------------- |
| Začetek: 17:30 | Cvetek 02 Pirnat 14 Pirnat 19 Pirnat 68 | (3:0,0:0,0:3,1:0) | 41 Kos 45 Petač 56 Petač | Gledalci: 100 Sodnik: Zoran Pahor |

| 5. april 2006 | HDD ZM Olimpija | 9:1 | HK Alfa | Hala Tivoli, Ljubljana |

| Poročilo tekme | Poročilo tekme                                                                                | Poročilo tekme | Poročilo tekme | Poročilo tekme                     |
| -------------- | --------------------------------------------------------------------------------------------- | -------------- | -------------- | ---------------------------------- |
| Začetek: 17:30 | Šivic 03 Tavželj 15 Zupančič 31 M. Hočevar 32 Slak 34 Pirnat 45 Slak 46 M. Hočevar53 Šivic 54 | (2:0,3:1,4:0)  | 20 Jakopič     | Gledalci: 100 Sodnik: Klemen Tičar |

| 7. april 2006 | HK Alfa | 0:7 | HDD ZM Olimpija | Hala Tivoli, Ljubljana |

| Poročilo tekme | Poročilo tekme | Poročilo tekme | Poročilo tekme                                                 | Poročilo tekme                      |
| -------------- | -------------- | -------------- | -------------------------------------------------------------- | ----------------------------------- |
| Začetek: 17:30 |                | (0:3,0:1,0:3)  | 06 Šivic 08 Mušič 16 Kralj 25 Slak 44 Šivic 48 Loboda 58 Žemva | Gledalci: 100 Sodnik: Viktor Trilar |

### Mednarodna liga
Uvrstitev: Polfinale

#### Redni del
| Poz | Klub                      | OT | TOČ | Z (ZP) | P (PP) | PG  | DG  | GR  |
| --- | ------------------------- | -- | --- | ------ | ------ | --- | --- | --- |
| 1   | HK Acroni Jesenice        | 24 | 61  | 21 (2) | 3 (0)  | 102 | 54  | +48 |
| 2   | HDD ZM Olimpija           | 24 | 47  | 15 (2) | 9 (4)  | 81  | 46  | +35 |
| 3   | Alba Volán Székesfehérvár | 24 | 44  | 14 (1) | 10 (3) | 78  | 58  | +20 |
| 4   | HK Slavija                | 24 | 38  | 13 (1) | 10 (0) | 89  | 69  | +20 |
| 5   | Újpesti TE                | 24 | 25  | 9 (2)  | 15 (0) | 57  | 92  | -35 |
| 6   | Dunaújvárosi Acélbikák    | 24 | 23  | 8 (2)  | 15 (1) | 57  | 71  | -14 |
| 7   | KHL Medveščak             | 24 | 11  | 3 (0)  | 21 (2) | 55  | 132 | -77 |

#### Četrtfinale
| 18. januar 2006 | HDD ZM Olimpija | 3:1 | KHL Medveščak | Hala Tivoli, Ljubljana |

| Poročilo tekme | Poročilo tekme | Poročilo tekme | Poročilo tekme | Poročilo tekme |
| -------------- | -------------- | -------------- | -------------- | -------------- |
|                |                | (0-0,1-0,2-1)  |                |                |

| 19. januar 2006 | HDD ZM Olimpija | 7:1 | KHL Medveščak | Hala Tivoli, Ljubljana |

| Poročilo tekme | Poročilo tekme | Poročilo tekme | Poročilo tekme | Poročilo tekme |
| -------------- | -------------- | -------------- | -------------- | -------------- |
|                |                | (2-0,2-0,3-1)  |                |                |

#### Polfinale
| 25. januar 2006 | HDD ZM Olimpija | 4:2 | Alba Volán Székesfehérvár | Hala Tivoli, Ljubljana |

| Poročilo tekme | Poročilo tekme | Poročilo tekme | Poročilo tekme | Poročilo tekme |
| -------------- | -------------- | -------------- | -------------- | -------------- |
|                |                | (1-0,2-2,1-0)  |                |                |

| 26. januar 2006 | HDD ZM Olimpija | 1:4 | Alba Volán Székesfehérvár | Hala Tivoli, Ljubljana |

| Poročilo tekme | Poročilo tekme | Poročilo tekme | Poročilo tekme | Poročilo tekme |
| -------------- | -------------- | -------------- | -------------- | -------------- |
|                |                | (1-1,0-2,0-1)  |                |                |

| 29. januar 2006 | Alba Volán Székesfehérvár | 4:3 | HDD ZM Olimpija | Ledena dvorana, Székesfehérvár |

| Poročilo tekme | Poročilo tekme | Poročilo tekme | Poročilo tekme | Poročilo tekme |
| -------------- | -------------- | -------------- | -------------- | -------------- |
|                |                | (2-0,1-0,1-3)  |                |                |